# Килва (острво)
Килва је острво на језеру Мверу у Замбији. Познато је да су арапски и свахили трговци слоноваче, бакра и робова, неко време користили острво Килва као своју базу.